# Lezéville
Lezéville is een gemeente in het Franse departement Haute-Marne (regio Grand Est) en telt 113 inwoners (2009). De plaats maakt deel uit van het arrondissement Saint-Dizier.

## Geografie
De oppervlakte van Lezéville bedraagt 25,4 km², de bevolkingsdichtheid is dus 4,4 inwoners per km².
De onderstaande kaart toont de ligging van Lezéville met de belangrijkste infrastructuur en aangrenzende gemeenten.

## Demografie
Onderstaande figuur toont het verloop van het inwonertal (bron: INSEE-tellingen).